# Eduard Heinel (Schriftsteller)
Eduard Friedrich Richard Heinel (auch unter dem Pseudonym Palaiophilus Prutenos; geboren am 5. September 1798 in Marienburg; gestorben am 17. Februar 1865 in Königsberg) war ein deutscher Schriftsteller und Pfarrer.

## Leben
Eduard Heinel war der Sohn des Pfarrers und Superintendenten Friedrich Heinel († 1813), seine Mutter eine geborene Skubovius. Er besuchte die Lateinschule in Marienburg und danach das Gymnasium in Elbing. Ab 1818 studierte er Theologie und Philosophie in Königsberg bei Johann Friedrich Herbart, wo er 1823 zum Doktor der Philosophie promovierte.
Während seines Studiums wurde er in eine Untersuchung wegen demagogischer Umtriebe verwickelt, da er 1818 Mitglied der Alten Königsberger Burschenschaft geworden war. Es kam zu keiner Bestrafung und er durfte das 1. theologische Examen ablegen, wurde dann aber von jeder staatlichen Anstellung ausgeschlossen. Er wurde zunächst Lehrer an der Mädchenschule und Privatlehrer in Elbing. 1824 wurde er auf Veranlassung des Präsidenten Theodor von Schön amnestiert, durfte das 2. Examen ablegen und wurde Ende 1824 Pfarrer in Ladekopp, einem Dorf im Weichseldelta. 1826 brannten dort Pfarrei und Kirche ab, deren Wiederaufbau er durchführte.
1830 wurde er Pfarrer in Tannsee, 1842 Diakon an der Altstädtischen Pfarrkirche in Königsberg und 1859 war er dort Archidiakonus. Er starb 1865 im Alter von 66 Jahren.
Heinel war ein liberal denkender Mann und bemühte sich in seinen populärwissenschaftlichen Schriften um die theologische, philosophische und vor allem die historische Bildung der Bevölkerung. Hierher gehören auch seine Schulbücher, seine versifizierten Geschichtsdramen und zahlreiche Zeitschriftenbeiträge. 1823 erschien seine Gedrängte Uebersicht der vaterländischen Geschichte, eine als „Kleiner Heinel“ bekannte kurzgefasste Geschichte Preußens, die in der Folge zahlreiche Auflagen erlebte – die 19. Auflage erschien 1878, eine Neubearbeitung zuletzt 1908. Eine etwas umfangreichere Fassung erschien zunächst 1829 (Geschichte Preußens für das Volk und die Jugend) und eine ausführliche preußische Geschichte in fünf Bänden erschien von 1835 bis 1848, wobei Heinel nur die ersten drei Bände verfasste. Die Bände 4 und 5 verfassten Franz Kugler und Karl Adolf Menzel.
Heinels lyrisches Werk besteht hauptsächlich aus idyllischen Verserzählungen, darunter eine Fassung des Buches Tobias in Versen, und einzelnen Gedichten, die erst 1865 von Karl Heinrich Bartisius gesammelt herausgegeben wurden. Zuvor erschienen seine Gedichte in einem Band mit Balladen von 1828 und im Ost- und Westpreußischen Musenalmanach von 1856 bis 1861.

## Werke
- Versuch einer Bearbeitung der Geschichte Preußens für Volksschulen. Alberti, Danzig 1822. (Digitalisat)
- Gedrängte Uebersicht der vaterländischen Geschichte, … als Anfang der Geschichte Preußens für das Volk und die Jugend. 1823. 2. Aufl. Königsberg 1831.
- Wolfgang von Wallenfels. Eine Scene aus dem letzten Jahre des dreizehnjährigen Kriege in Preussen. Rein, Leipzig 1828. (Digitalisat)
- Kränze um Urnen preußischer Vorzeit. Balladen. Unzer, Königsberg 1828.
- Geschichte Preußens für das Volk und die Jugend. Unzer, Königsberg 1829. (Digitalisat)
- Tobias. Eine idyllische Erzählung in drei Gesängen, frei nach der heiligen Urkunde. Königsberg 1832, Digitalisat.
- Das Pfingstfest. Eine erzählende Dichtung in drei Gesängen. Epos. Unzer, Königsberg 1833.
- Geschichte des preußischen Staates und Volkes, für alle Stände bearbeitet. Berlin 1835–1848. 
  - Bd. 1: Geschichte des Ritterstaates in Preussen bis zum Ende der Ordensherrschaft. 1835, Digitalisat.
  - Bd. 2: Geschichte der Markgrafschaft Brandenburg und des Herzogthums Preussen bis zum Ausbruch des dreißigjährigen Krieges. 1838, Digitalisat.
  - Bd. 3: Geschichte der Herzogthümer Klewe, Jülich und Berg bis zur Vereinigung mit dem Kurfürstenthum Brandenburg. 1841, Digitalisat.
  - Bd. 4: Franz Kugler: Neuere Geschichte des preußischen Staates und Volkes von der Zeit des großen Kurfürsten bis auf unsere Tage ; Erster Theil. Vom Frieden zu Oliva bis zum Tode Friedrichs II. 1843, Digitalisat.
  - Bd. 5: Franz Kugler: Neuere Geschichte des preußischen Staates und Volkes von der Zeit des großen Kurfürsten bis auf unsere Tage ; Zweiter Theil. Vom Tode Friedrichs II. bis zum Ausbruche des Krieges von 1806. 1848, Digitalisat.
- Gedichte. Hg. Karl Heinrich Bartisius. Königsberg 1865, Digitalisat.